# Thankmar (Corvey)
Thankmar († 878) war von 877 bis 878 Abt von Corvey.
Er amtierte nur sieben Monate als Abt und konnte daher nur wenige Spuren hinterlassen. Immerhin erwarb er für das Kloster mehrere Güter. 
Thankmar soll ein Sohn des Grafen Liudolf und dessen Frau Oda gewesen sein.